# Jota Leonis
Jota Leonis (ι Leonis , förkortat Jota Leo, ι Leo) som är stjärnans Bayerbeteckning, är en trippelstjärna belägen i den östra delen av stjärnbilden Lejonet. Den har en kombinerad skenbar magnitud på 4,00 och är svagt synlig för blotta ögat. Baserat på parallaxmätning inom Hipparcosuppdraget på ca 41,3 mas, beräknas den befinna sig på ett avstånd av ca 79 ljusår (24 parsek) från solen.

## Egenskaper
Primärstjärnan Jota Leonis är en blå till vit underjättestjärna av spektralklass F4 IV. Den är en spektroskopisk dubbelstjärna, vilket innebär att dess komponenter ligger för nära varandra för att kunna upplösas individuellt med ett teleskop. I det här fallet kan ljus från endast den primära stjärnan detekteras och den behandlas därför som ensam. Den har en massa som är ca 1,65 gånger solens massa och en radie som är dubbelt så stor som solens radie. Den utsänder från dess fotosfär 11,5 gånger mer energi än solen vid en effektiv temperatur på 6 740 K.
Den tredje komponenten i trippelstjärnan betecknas Jota Leonis B. Den kretsar kring det centrala paret med en omloppstid på ca 200 år, och efter dess perihelionpassage 1948 växer separationen mellan de två stadigt. Jota Leonis B är liksom solen en huvudseriestjärna av typ G och har en massa ca 8 procent större än solens.